# Saunasaaret (ö i Norra Karelen, Joensuu, lat 62,88, long 29,61)
Saunasaaret är en ö i Finland. Den ligger i sjön Höytiäinen och i kommunen Polvijärvi i den ekonomiska regionen  Joensuu ekonomiska region  och landskapet Norra Karelen, i den sydöstra delen av landet, 400 km nordost om huvudstaden Helsingfors. Öns area är 2,5 hektar och dess största längd är 390 meter i sydöst-nordvästlig riktning.  Notera att namnet antyder att det är fråga om flera öar.